# 山地黄耆
山地黄耆（学名：Astragalus monticola）是豆科黄芪属的植物，其种加词“monticola”意为“生长在山地的”。中国特有植物。分布在中国大陆的西藏等地，生长于海拔4,000米至5,000米的地区，常生于湖畔、山坡或河谷等处的砂砾地带，目前尚未由人工引种栽培。